# Fiume Vomano (da Cusciano a Villa Vomano)
Fiume Vomano (da Cusciano a Villa Vomano) este o arie protejată (arie specială de conservare — SAC, sit de importanță comunitară — SCI) din Italia întinsă pe o suprafață de 459 ha, integral pe uscat.

## Localizare
Centrul sitului Fiume Vomano (da Cusciano a Villa Vomano) este situat la coordonatele 42°35′04″N 13°40′15″E / 42.584473°N 13.670706°E.

## Înființare
Situl Fiume Vomano (da Cusciano a Villa Vomano) a fost declarat sit de importanță comunitară în iunie 1995 pentru a proteja 6 specii de animale. Situl a fost protejat și ca arie specială de conservare în decembrie 2020.

## Biodiversitate
Situată în ecoregiunea continentală, aria protejată conține 8 habitate naturale: Păduri de Quercus ilex și Quercus rotundifolia, Liziere de ierburi înalte hidrofile de câmpie și de nivel montan până la alpin, Râuri de munte și vegetația lor lemnoasă cu Salix elaeagnos, Râuri mediteraneene cu debit permanent cu specii de Paspalo-Agrostidion și galerii riverane de Salix și de Populus alba, Păduri de stejar alb estice, Galerii de Salix alba și de Populus alba, Cursuri de apă de la nivel de câmpie la nivel montan, cu vegetație Ranunculion fluitantis și Callitricho-Batrachion, Râuri cu maluri nămoloase cu vegetație de Chenopodion rubri p.p. și Bidention p.p..
La baza desemnării sitului se află mai multe specii protejate:
- amfibieni (2): Bombina pachypus, Triturus carnifex
- pești (3): Barbus plebejus, Rutilus rubilio, Telestes muticellus
- reptile (1): șarpele cu patru dungi (Elaphe quatuorlineata)

Pe lângă speciile protejate, pe teritoriul sitului au mai fost identificate 2 specii de plante, 3 specii de nevertebrate, 1 specie de pești.